# Hiroki Itō (ur. 1978)
Hiroki Itō (jap. 伊藤 宏樹 Itō Hiroki; ur. 27 lipca 1978) – japoński piłkarz występujący na pozycji obrońcy.

## Kariera klubowa
Od 2001 do 2013 roku występował w klubie Kawasaki Frontale.